# Saint-Geniez-d'Olt
Saint-Geniez-d'Olt è un comune francese soppresso e comune delegato del dipartimento dell'Aveyron della regione dell'Occitania. Dal 1º gennaio 2016 si è fuso con il comune di Aurelle-Verlac per formare il nuovo comune di Saint-Geniez-d'Olt-et-d'Aubrac.

## Storia

### Simboli
Lo stemma è documentato nell'Armorial Général de France del 1696.

## Società

### Evoluzione demografica
Abitanti censiti